# Пааміут
Пааміут (дан. Paamiut або дан. Frederikshab, гренл. Paamiut) — місто на півдні Західної Гренландії, розташоване у південній частині гирла Куаннерсоог. Назва міста означає «ті, хто переселився до гирла».
До 2009 року місто було центром однойменного муніципалітету, що межував із Нарсаком на сході, Івіттуутом — на півдні, Нууком — на півночі, Лабрадорським морем — на заході.
Перші поселення з'явилися тут принаймні в 1500 році. Місто було засновано в 1742 р. і процвітало завдяки торгівлі хутром і продуктами китобійного промислу. Також було розвинене художнє різання по мильному камінні. У 1950-х Пааміут зростав завдяки вилову тріски. Однак в 1989 р. видобуток тріски скоротився. Відповідно до плану G60, все населення муніципалітету було зосереджено в Пааміуті, що різко збільшило чисельність його населення, що досягла 2100 осіб.
У місті розташована одна із найкрасивіших церков Ґренландії. Вона була побудована в 1909 р. з дерева в норвезькому стилі. У центрі міста розташований місцевий музей, у тому числі теслярська майстерня й склад солі в будинках минулого сторіччя.
Як і в інших містах Західної Ґренландії, море вільне від криги, що забезпечує протягом року зайнятість місцевим рибалкам. До осені приходять айсберги, що звичайно йдуть уздовж східного берега, але вони завертають і до Пааміута. На них завжди багато тюленів, і в цей час на них полюють.

## Клімат
Місто знаходиться у зоні, котра характеризується кліматом полярних пустель. Найтепліший місяць — липень із середньою температурою 6.5 °C (43.7 °F). Найхолодніший місяць — січень, із середньою температурою -6.4 °С (20.5 °F).
| Клімат Пааміута         | Клімат Пааміута | Клімат Пааміута | Клімат Пааміута | Клімат Пааміута | Клімат Пааміута | Клімат Пааміута | Клімат Пааміута | Клімат Пааміута | Клімат Пааміута | Клімат Пааміута | Клімат Пааміута | Клімат Пааміута | Клімат Пааміута |
| Показник                | Січ.            | Лют.            | Бер.            | Квіт.           | Трав.           | Черв.           | Лип.            | Серп.           | Вер.            | Жовт.           | Лист.           | Груд.           | Рік             |
| Середня температура, °C | −6,4            | −6,1            | −5,5            | −1,9            | 2,1             | 4,5             | 6,5             | 6,1             | 4,1             | 0,6             | −2,6            | −5,3            | −0,3            |
| Норма опадів, мм        | 64.6            | 65.9            | 64.8            | 57.8            | 57.8            | 66.6            | 87.9            | 92.5            | 81              | 69.4            | 86.2            | 86              | 880.5           |
| Днів з опадами          | 12,9            | 12,1            | 12,9            | 12,9            | 11,8            | 11              | 13,9            | 11,9            | 13,1            | 11,9            | 13,9            | 12,9            | 151,2           |
| Вологість повітря, %    | 75              | 75.4            | 76.8            | 80.2            | 84.5            | 87.2            | 90.1            | 89.7            | 84.9            | 79.7            | 76.7            | 75.1            | 81.3            |
| ----------------------- | --------------- | --------------- | --------------- | --------------- | --------------- | --------------- | --------------- | --------------- | --------------- | --------------- | --------------- | --------------- | --------------- |
| Джерело: Weatherbase    |                 |                 |                 |                 |                 |                 |                 |                 |                 |                 |                 |                 |                 |